# Grejs period
Grejs period je period koji počinje odmah nakon isteka roka za ispunjenje neke obaveze, tokom koga se ne naplaćuje taksa za kašnjenje i ne preduzimaju neke druge sankcije koje bi inače bile preduzete ili naplaćene zbog kršenja roka.
To je, dakle, period mirovanja između isplate kredita i dospeća prve rate, tokom koga se ne isplaćuju ni kamata ni glavnica. Grejs periodi mogu da variraju od nekoliko minuta do nekoliko dana ili duže, a mogu se primeniti u raznim situacijama, uključujući i dolazak na posao, plaćanje računa ili ispunjavanje Vladinog ili zakonskog zahteva.
Po zakonu, grejs period je vremenski period u kojem se određeno pravilo izuzetno ne primjenjuje ili se samo delimično primjenjuje. 

## Tipovi

### Poslovanje
Neke kompanije i organizacije jednako tretiraju lice koje ispunjava obaveze u grejs periodu znatno drugačije od onoga ko ih ispunjava pre predviđenog roka. Stoga će lice čija je obaveza dospela, ali koje je ispunjava u grejs periodu, imati jednak tretman kao i lice koje obavezu ispuni pre isteka roka za njeno izmirenje, dakle, bez kazne ili negativne reputacije.
U drugim slučajevima, klijenti mogu dobiti delimičnu, manje ozbiljnu kaznu. Na primer, mnoga komunalna preduzeća će naplatiti malu naknadu klijentima koji nisu platili račun do navedenog roka. Međutim, pružalac komunalnih usluga čekaće duže vreme pre nego što prekine uslugu.
Neke kompanije mogu da suspenduju određene povlastice u grejs periodu. Na primer, usluge samog skladišta često neće naplatiti kaznenu naknadu (kamatu) u slučaju da se zakupnina ne plati u roku od nekoliko dana od isteka roka za plaćanje, ali će zakupcu skladišta biti odbijen pristup skladištu sve dok se račun ne isplati. 

### Politika
U politici se, tokom tranzicije u novu administraciju, grejs period, ili medeni mesec, može posmatrati kao "početni period harmonije i dobre volje".

## Prednosti i mane
Grejs periodi mogu pružiti određene prednosti. Na primer, klijenti koji obično ispunjavaju svoje obaveze na vreme, ali zbog posebnih okolnosti kasne u retkim prilikama, mogu izbeći kaznu i zadržati reputaciju, s obzirom na njihovu dotadašnju blagovremenost u izmirenju obaveza, pod uslovom da ispunjavaju obavezu u grejs periodu.
Međutim, oni koji uvek kasne sa izmirenjem obaveza mogu posmatrati grejs period kao stvarni rok, pa, ukoliko, zbog nepredviđenih okolnosti, povremeno zakasne u plaćanju izvan tog roka, mogu se žaliti na primenjenu kaznu.

## Kreditne kartice
U ličnom finansiranju, grejs period je period u kojem se ne plaća kamata po osnovu korišćenja kreditne kartice. Pogledajte kreditne kartice za dodatne informacije.
To je vremenski period nakon isteka roka za plaćanje, u kome se naknada još uvek može platiti bez naplaćivanja penala. Na primer, zakasnela naplata zakupa se ne može naplatiti u prvoj polovini meseca, ako je uplata izvršena prvog ili do 10.og u mesecu. 